# Memtimin Qadir
Memtimin Qadir (tiếng Uyghur: مەمتىمىن قادىر, đã Latinh hoá: Memtimin Qadir; tiếng Trung: 买买提明·卡德; bính âm: Mǎimǎitímíng Kǎdé; sinh tháng 11 năm 1965) là một chính trị gia người Trung Quốc gốc Duy Ngô Nhĩ, hiện là thị trưởng Ürümqi từ ngày 20 tháng 4 năm 2021. Trước đây từng là thị trưởng Turpan từ năm 2018 đến năm 2021. Ông là đại biểu của Đại hội Đại biểu Nhân dân toàn quốc khóa XIII.